# Diffeomorfi

En diffeomorfi av en kvadrat.

Inom differentialgeometri är en diffeomorfi en form av isomorfi mellan differentierbara mångfalder. En funktion {\displaystyle f:M\rightarrow N} är en diffeomorfi om den är glatt, d.v.s. oändligt differentierbar, och det finns en funktion {\displaystyle g:N\rightarrow M} som också är glatt så att {\displaystyle f\circ g=id_{M}} och {\displaystyle g\circ f=id_{N}}.

## Exempel
- För varje differentierbar mångfald M är identitetsfunktionen en diffeomorfi från M till M.
- Funktionen {\displaystyle x\rightarrow x^{3}} på R har en invers {\displaystyle x\rightarrow x^{\frac {1}{3}}}, men är inte en diffeomorfi eftersom inversen inte är glatt.
- Funktionen {\displaystyle x\rightarrow {\frac {1}{x}}} är en diffeomorfi mellan (0,1) och {\displaystyle R^{+}}

## Diffeomorfier iRn{\displaystyle {\mathbb {R} }^{n}}
Givet öppna mängder {\displaystyle U\subseteq R^{n}} och {\displaystyle V\subseteq R^{m}} och en funktion {\displaystyle f:U\rightarrow V} är {\displaystyle f} en diffeomorfi omm:
1. {\displaystyle f} är bijektiv,
2. Jacobimatrisen för {\displaystyle f} är skild från noll i varje punkt.

Villkor 2 medför att det inte finns några diffeomorfier mellan U och V om n är skilt från m.